# 扉 (GReeeeNの曲)
「扉」（とびら）は、GReeeeNの楽曲である。2008年12月3日に通算8作目のシングルとして発売。

## 概要
同年5月28日発売の7thシングル『キセキ』以来約半年ぶりのリリース。
初回限定盤、通常盤が存在し、そのうち初回限定盤のみに限定シングル「冬のある日の唄」が付属する。また、本作初回限定盤と、本作と同時発売の『あっ、ども。はじめまして。』、『あっ、ども。おひさしぶりです。』の再発盤にはグリーディングカードならぬ「GReeTINGカード」が付属する。
2008年12月15日付のオリコン週間シングルランキングで最高位2位を獲得した。

### プロモーション・ビデオ
プロモーションビデオは、「扉」のミュージック・ビデオ撮影の現場を舞台とし、新人ADが周囲のスタッフに怒られながらも、撮影が滞りなく行なわれるよう努力する姿を見届けるというストーリーとなっている。藤本泉、池田光咲らが出演しているほか、GReeeeN本人役でジリ・ヴァンソン、セバスチャン・プラタ、マイケル・リーバスらオーディションで選ばれた外国人4人が出演している。PV中で彼らは本曲をまるで自分達の歌のように歌っていることから、各メディアは挙って「GReeeeNがPVで素顔公開!?」などというニュースを報道したが、このPVの最後には彼らは本物のGReeeeNではなく当のGReeeeN本人たちも日本人である旨の記載がある。なお、当初はメンバーと同様に日本人4名を起用することが考えられていたが、「ファンに誤解を与える」という判断により外国人の起用となった。

## 収録曲
全曲 作詞 GReeeeN / 作曲 GReeeeN
1. 扉 [4:16]
  - ヤマザキパン「ランチパック」CMソング（1月1日より）
  - テレビユー福島「お天気情報」テーマ曲
  - TBSテレビあさチャン ｢ニッポン！部活応援キャラバン｣『ボクらの“MVP（エム部員ピー）”』テーマ曲（2015年9月25日まで）
  - 郡山駅在来線ホーム発車メロディ（2015年4月1日より）[14]

頑張る人たちにエールを送る応援ソングである[8]。
2. 君想い [4:45]
  - NHKドラマ8『七瀬ふたたび』主題歌

2ndアルバム『あっ、ども。おひさしぶりです。』からのリカット。
3. 少年が故の情熱 [4:00]

初回限定盤限定付属シングル
1. 冬のある日の唄 [4:25]
GReeeeN初のクリスマスソングである[8][13]。

## 収録アルバム
扉
- 塩、コショウ
- いままでのA面、B面ですと!?
- ALL SINGLeeeeS 〜& New Beginning〜

君想い
- あっ、ども。おひさしぶりです。
- いままでのA面、B面ですと!?

少年が故の情熱
- いままでのA面、B面ですと!?

冬のある日の唄
- 塩、コショウ
- いままでのA面、B面ですと!?